# Filip Dvořák (podnikatel)
Filip Dvořák  (* 10. října 1967 Praha) je český podnikatel a politik, viceprezident Hospodářské komory České republiky a předseda Hospodářské komory Prahy 1. Od roku 1994 osm let zasedal v Radě hlavního města Prahy, kde zodpovídal za oblast hospodářské politiky. Věnoval se oblasti územního rozvoje Prahy 1 a působil i jako její starosta. Podniká v oblasti územního rozvoje a povolování staveb. Je zástupcem velitele Jednotky dobrovolných hasičů Prahy 1.

## Vzdělání
Absolvoval Stavební fakultu ČVUT, věnoval se biomechanice člověka, pracoval na výzkumu nových systémů požární bezpečnosti staveb a návrhů norem v této oblasti.

## Politická kariéra
V letech 1994–2002 působil ve funkci radního hl. m. Prahy pro oblast hospodářské politiky města. Zastával funkci předsedy představenstva společností Trade Centre Praha a Pražská plynárenská holding a místopředsedy dozorčí rady n. p. Budějovický Budvar. V letech 2009–2010 byl starostou městské části Praha 1. V březnu 2025 byl zvolen předsedou OS ODS Praha 1.

## Další aktivity
V rámci svých podnikatelských aktivit řídí několik společností s ručením omezeným a podniká i jako OSVČ. Specializuje se na oblasti požární bezpečnosti staveb, oponování návrhů na urbanizaci a vyhodnocení funkce urbanizovaných území s ohledem na ekonomické fungování území, vyhodnocování efektivity procesů řízení podle stavebního zákona a zákonů a předpisů navazujících. Zásadní je oblast analýz souvisejících s dopady regulatorních opatření na podnikání a hospodářství.
V rámci Hospodářské komory vede Sekci hospodářské politiky. V letech 2019–2021 byl členem jedné z pracovních skupin Uhelné komise vlády ČR. Nyní[kdy?] je členem Platformy pro strategii v oblasti energetiky a klimatu. Zabývá se tematikou národohospodářských dopadů energetické transformace.